# Samuel von Brukenthal Főgimnázium
A nagyszebeni Samuel von Brukenthal Főgimnázium a város német tannyelvű középiskolája. Az iskola első írásos említése 1380-ból maradt fenn. Az 1779-ben épült jelenlegi épület Románia műemlékeinek jegyzékében az SB-II-m-A-12082
sorszámon szerepel.

## Az intézmény története
1922-ben Franz Xaver Dressler megalapította a líceum fiúkórusát.

## Híres diákok
- Samuel von Brukenthal, Erdély kormányzója,[1]
- Valentin Frank, a szász nemzet grófja,[2]
- Ludwig Reissenberger történész, természettudós,[3]
- Stephan Ludwig Roth lelkész, író, pedagógus, politikus[4]
- Arthur Arz von Straussenburg katonatiszt, vezérezredes, a Császári és Királyi Hadsereg vezérkari főnöke (1917-18)[5]